# Ryoo Chang-kil
Ryoo Chang-kil ((류창길?); 5 novembre 1940) è un ex calciatore nordcoreano, di ruolo difensore.

## Carriera
Rappresentò la sua nazione ai mondiali di Inghilterra del 1966. Giocò anche per il Kikwancha Pyongyang.